# Buchałowice
Buchałowice dawniej też Buchwałowice, jak i Boguchwałowice – wieś w Polsce położona w województwie lubelskim, w powiecie puławskim, w gminie Kurów. Leży 5 km na południe od Kurowa. Powierzchnia wsi wynosi 5 km², dominują gleby lessowe. Znajduje się tu jeden z najwyższych punktów na Lubelszczyźnie.
W latach 1975–1998 miejscowość administracyjnie należała do ówczesnego województwa lubelskiego.
Wieś stanowi sołectwo gminy Kurów. Według Narodowego Spisu Powszechnego z roku 2011 wieś liczyła 246 mieszkańców.
Wierni Kościoła rzymskokatolickiego należą do parafii Parafia św. Klemensa i św. Małgorzaty w Klementowicach.

## Historia
W roku 1380 „Boguchwalowicze” w roku 1409 n. „Bogufalouice”, dziś Buchałowice,
Wieś w powiecie lubelskim parafii Wąwolnica osadzona w wieku co najmniej XIV.

### Średniowieczne kalendarium własności
Własność szlachecka od roku 1380 → Bochotnica zamek.
- 1409 – w dziale rodzinnym Buchałowic są Jasicy z Drzewczy; występują jako właściciele do 1430,
- 1418 – Katarzyna żona Jasicy, siostra Klemensa z Tyrzyna [w pow. stężyckim],
- 1416 – Jan z Boguchwałowic (ZL X 116). 1441-51 Jan z Boguchwałowic,
- 1445 – tenże zapisuje siostrze Elżbiecie, żonie Jakuba z Boguchwałowic 60 grzywien posagu,
- 1451 – tenże Jakub otrzymuje za żoną Masiotą 75 grzywien posagu zapisując jej tyleż wiana,
- W latach 1441–1445 – właścicieli jest trzech[10]:

1. 1441-5 – Jakub z Boguchwałowic,
2. 1441-5 – Mikołaj z Boguchwałowic,
3. 1441-5 – Wojciech Brzechwa z Boguchwałowic,

- 1445 – następuje dział między braćmi Buchałowice przypadają Janowi z Boguchwałowic, Wojciechowi, Jakubowi a Mikołajowi Rokitno,
- 1450 Kazimierz Jagiellończyk – postanawia, aby szlachta z Boguchwałowic odnosiła placki wielkanocne do poświęcenia plebanowi wąwolnickiemu do wsi Drzewce,

- 1469 – ustalone są granice z Drzewcami[10],
- 1470–80 – dziedzicem jest Jan Jasica herbu Jastrzębiec ma folwark na 8 łanach kmiecych Dziesięcinę z folwarku płaci prepozytowi wąwolnickiemu, z reszty wsi opactwu świętokrzyskiemu (Długosz L.B. II 569, III 244),
- 1529 – dziesięcinę snopową wartości 3 grzywien 42 groszy płaci konwentowi świętokrzyskiemu,
- 1531-3 – odnotowano pobór z części Jana Unieszowskiego z 2 1/2 łana[10].